# Řád Indické říše
Řád Indické říše, též Řád Indického císařství je řád, který zavedla v roce 1878 britská královna Viktorie. Byl udělován až do roku 1947, kdy Indie získala nezávislost. Řád se uděloval ve třech třídách:
1. Knight Grand Commander (zkratka GCIE)
2. Knight Commander (KCIE)
3. Companion (CIE)

Mezi nejznámější nositele řádu patřili např. Sven Hedin či Gópál Krišna Gókhalé.